# Melanophthalma manipurensis
Melanophthalma manipurensis là một loài bọ cánh cứng trong họ Latridiidae. Loài này được Pal miêu tả khoa học năm 2004.